# 屠應坤
屠應坤（1493年—？年），字文厚，浙江嘉兴府平湖縣人，營州衛軍籍。明朝政治人物。

## 生平
治《書經》，行二，由國子生中式丙子科（1516年）順天府鄉試第二十四名舉人，年三十一歲中式嘉靖二年（1523年）癸未科會試第一百七十六名，第二甲第七十三名進士。历官宁国府知府，升按察司副使，十四年正月拾遗降用。历升福建按察司副使，十八年（1539年）十二月升云南布政使司右参政。

## 家族
曾祖屠湘，贈刑部尚書。祖父屠機，贈刑部尚書。父屠勋，刑部尚書，贈太保、謚康僖。嫡母陳氏，贈夫人；林氏、牛氏，封夫人；生母杨氏。慈侍下。兄屠奎，布政司参议；屠垔；屠學垚，監察御史；屠垕；屠學堂；屠應塤，前禮部郎中；弟屠應垹、應垣、應圻、應坊、應埈、應埏。